# Wilson Bethel
Wilson Bethel (ur. 24 lutego 1984 roku w Hillsborough, w stanie New Hampshire) – amerykański aktor telewizyjny.

## Filmografia

### Filmy fabularne
- 2008: Szczury tunelowe (Tunnel Rats) jako kapral Dan Green

### Seriale TV
- 2004: Życie na fali (The O.C.) jako Brad
- 2005: JAG – Wojskowe Biuro Śledcze (JAG) jako praktykant Charles Bander
- 2005: Agenci NCIS (Navy NCIS: Naval Criminal Investigative Service) jako podoficer John Kirby
- 2008: Dowody zbrodni (Cold Case) jako Jimmy Tully 1951
- 2008: Generation Kill: Czas wojny (Generation Kill) jako kapral Evan 'Q-Tip' Stafford
- 2009-2010: Żar młodości (The Young and the Restless) jako Ryder Callahan
- 2011-2012: Hart of Dixie jako Wade Kinsella
- 2018: Daredevil jako Benjamin „Dex” Poindexter
- 2025–: Daredevil: Odrodzenie: Benjamin „Dex” Poindexter / Bullseye